# Of Thee I Sing
"Of Thee I Sing: A Letter to My Daughters" é o terceiro livro escrito por Barack Obama, ex presidente dos Estados Unidos. 
Lançado em 2010 pela editora Random House, no livro, o Presidente Barack Obama homenageia 13 grandes figuras da história dos Estados Unidos, da pintora Georgia O'Keefe, especialista das paisagens do Oeste, ao jogador beisebol negro Jackie Robinson, passando pelo pai da Nação, George Washington. 
A frase "Of thee I sing" é um verso da canção patriótica "America" e a ilustração, na capa do livro, representa as duas filhas do presidente, Sasha, de 9 anos, e Malia, de 12, com seu cachorro Bo.
A editora destaca que o livro foi redigido e o manuscrito adquirido antes que Obama tomasse posse no início de 2009. Os direitos autorais serão revertidos num fundo para a educação dos filhos dos soldados mortos ou feridos.
O presidente americano já é autor de dois livros, "Dreams from My Father: A Story of Race and Inheritance" e "The Audacity of Hope: Thoughts on Reclaiming the American Dream".